# KLMオランダ航空633便墜落事故
KLMオランダ航空633便墜落事故（英語: KLM Flight 633）は、1954年9月5日、アムステルダム発ニューヨーク行き旅客便であったKLMオランダ航空633便がシャノン空港を離陸直後、シャノン川に堆積した泥 (mudbank) の上に不時着した事故である。この事故で28人が死亡した。

## トリトンの墜落
ロッキード・スーパー・コンステレーション「トリトン (Triton)」（機体記号:PH-LKY）を操縦していたパイロットは、KLMでも最高齢の一人であるアドリアン・ヴィラリー (Adriaan Viruly) であった。シャノンでの給油後、事故機は2時30分頃に離陸し大西洋を横断する行程に入った。同便には乗客46人、乗員10人が乗っていた。
事故機は部分的に浸水し、墜落の間に燃料タンクのうち少なくとも1つが破裂した。気化した燃料により多くの乗客や乗員が意識不明となり、当時上げ潮だったため溺死した。最終的に、乗員3人と乗客25人が死亡した。
シャノン空港を離陸してからわずか5分以内に事故が発生していたにもかかわらず、航空士のヨハン・ティーマン (Johan Tieman) が陸まで泳いで湿地をさまよったあげく、泥まみれになって空港にたどりつき「墜落した! ("We've crashed!")」と報告するまで、空港当局はそのことに気付かなかった。墜落から2時間半後のことである。最初の救助ボートがようやく川の中の干潟に集まっていた生存者のもとに到着したのは朝の7時、墜落から3時間半以上が経過してからであった。

## 事故原因
公式調査は、ランディングギアが予期せず再度ギアダウンとなったことと、これに対する機長の誤った行動が事故につながったと結論付けた。定年まであと1年を残すのみであったヴィラリーは事故の責任を否認し、KLMによる事故後の処置に対して怒りをぶちまけた。後に受けたインタビューでヴィラリーは「単に反応する時間がなかっただけだ」と述べた。